# (7309) Shinkawakami
(7309) Shinkawakami (1995 FU) – planetoida z pasa głównego asteroid okrążająca Słońce w ciągu 3,23 lat w średniej odległości 2,19 j.a. Odkryta 28 marca 1995 roku.